# Lorenz Natter
Johann Lorenz Natter (Biberach, 21 marzo 1705 – San Pietroburgo, 27 ottobre 1763) è stato un medaglista, glittico e incisore di gemme tedesco.

## Biografia
Nato in Svevia, vi esercitò per sei anni come gioielliere e per un periodo di pari durata lavorò in Svizzera, dove aveva parenti. A Berna fu assunto dall'incisore di sigilli Johann Rudolph Ochs. In seguito si recò a studiare in Italia, e a Venezia iniziò a lavorare come incisore di gemme.
Giunto a Roma Natter fu incaricato dal Chevalier Odam di copiare la Venere di Vettori, per ricavarne una Danae, e aggiungervi il nome di un supposto incisore Aulus. Per questa pietra incisa come per altre da lui copiate da antichità, Natter trovò dei compratori. A Firenze fu assunto dal Baron Philipp von Stosch. Come questi, Natter fu massone e membro della loggia inglese di Firenze.
Nel 1741, o anche prima, Natter andò in Inghilterra per lavorare come medaglista e incisore di gemme, portandosi dall'Italia una collezione di gemme antiche e di calchi. Nel 1743 visitò, assieme a Martin Tuscher di Norimberga, la Danimarca, la Svezia e San Pietroburgo. Cristiano VI di Danimarca gli concesse una stanza nel suo palazzo, dove lavorò per quasi un anno a incidere gemme e conii.
Fu pagato bene e ricevette in dono dal re una medaglia d'oro. Horace Walpole scrisse che Natter visitò l'Olanda nel 1746.
Tornò in Inghilterra nel 1754 o prima, e sembra che vi sia rimasto fino all'estate del 1762. Divenne un Fellow della Society of Antiquaries of London nel 1755, e della Royal Society nel 1757.

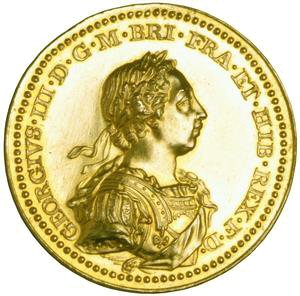
Lorenz Natter, medaglia per l'incoronazione di Giorgio III d'Inghilterra

Secondo Rogers Ruding, Natter fu impiegato come incisore o assistente-incisore alla Royal Mint all'inizio del regno di Giorgio III. Nell'estate del 1762 Natter si recò a lavorare a San Pietroburgo dove morì di asma, verso la fine dell'autunno del 1763.

## Lavori
Il talento di Natter come incisore di gemme fu lodato da Goethe. Charles William King lo definì "uno dei più grandi dei moderni praticanti dell'arte". Le sue prime produzioni furono prevalentemente sigilli con stemmi araldici. Scrivendo nel 1754 afferma che era sempre disposto a ricevere l'incarico di copiare gemme antiche, ma affermò che non aveva mai venduto copie come originali; la sua produzione era spesso firmata. La firma abituale sulle gemme era NATTEP or NATTHP. Spesso firmava YΔROΣ o YΔROY, una traduzione della parola tedesca Natter, un serpente acquatico.
Georg Kaspar Nagler nel suo Künstler-Lexikon, e Heinrich Bolzenthal, seguendo il Medallic Illustrations di Edward Hawkins, attribuiscono a Natter il nome di "Johann Lorenz"; Natter nelle sue gemme e medaglie e nelle sue pubblicazioni usò solo il nome "Lorenz" (o Laurent, Laurentius, etc.).
A Firenze dal 1732 al 1735 Natter ebbe come patrono il granduca Gian Gastone de' Medici, per il quale fece un ritratto del granduca stesso, ed uno del cardinale Alessandro Albani. Nel 1733 a Firenze fece una medaglia ritratto di Charles Sackville, Earl of Middlesex, firmata "L. Natter F. Florent". 
Natter stesso non cita la sua visita nei Paesi Bassi, tuttavia ebbe il patronato di Guglielmo IV di Orange-Nassau e della sua famiglia, e fece per loro ritratti in intaglio e medaglie-ritratto In questo periodo Natter fu attaccato da Pierre-Jean Mariette nel Traité des pierres gravées (1750), come falsario consapevole..
Durante le due visite in Inghilterra ebbe il patronato della famiglia reale, e nel 1741 realizzò la medaglia "Tribute to George II". Fu appoggiato da sir Edward Walpole e da Thomas Hollis. Incise due o tre sigilli con la testa di Robert Walpole, e realizzò per lui una medaglia con il busto da un modello di John Michael Rysbrach, con al rovescio la statua di Cicerone e la legenda, "regit dictis animos". Questa medaglia fu pubblicata sul  The Medalist (Hawkins), con la legenda alterata in "regit nummis animos".
Natte, mentre era a tavola con il conte Molkte in Danimarca, menzionò questa modificazione e qualcuno suggerì  "regit nummis animos et nummis regitur ipse", un motto che in seguito fu inciso sul bordo di alcuni esemplari della medaglia, uno dei quali arrivò al British Museum.
Per Hollis, Natter incise per 10 ghinee, un sigillo con la testa della Britannia, e anche un cammeo di "Britannia Victrix", con la testa di Algernon Sidney al rovescio. Incise anche un ritratto di Hollis in intaglio, e una testa di Socrate in diaspro verde che Hollis regalò nel 1757 all'arcivescovo Thomas Secker.
Alcune gemme incise da Natter sono state descritte da Erich Raspe nel suo Catalogue della Tassie Collection.
Tra le imitazioni delle antichità di Natter c'era una copia della Medusa con il nome di Sosikles, a quel tempo nel gabinetto di Tiberius Hemsterhuis, un corrispondente di Natter. Cipiò anche la "Iulia Titi di Evodus". Una descrizione delle sue opere conservata nel Gabinetto imperiale di San Pietroburgo è riportata nei  Travels di J. Bernoulli, iv. 248.

## Pubblicazioni
Natter nel 1754 pubblicò a Londra "A Treatise on the Ancient Method of Engraving on Precious Stones compared with the Modern",  che fu pubblicato in francese lo stesso anno con il titolo "Traité de la méthode antique de graver en pierres fines". Nel testo diede istruzioni pratiche per l'incisione delle gemme e raccomandò pressantemente i principianti di copiare dalle antichità. Menziona Godefrid Kraft di Danzica come suo allievo nell'incisione. Il Trattato aumentò la sua fama ma fu un fiasco economico.
Natter lavorò anche per il duca del Devonshire e quello di Marlborough. Per George Spencer, IV duca di Marlborough disegnò un catalogo delle gemme di Bessborough, che erano state inserite nel gabinetto di Marlborough. Fu pubblicato a Londra nel 1761 come Catalogue des pierres gravées tant en relief qu'en creux de Mylord Comte de Bessborough, con delle tavole.